# 19 août
Pour les articles homonymes, voir Dix-Neuf-Août.
19 juillet 19 septembre
Chronologies thématiques
- Croisades
- Ferroviaires
- Sports
- Disney
- Anarchisme
- Catholicisme

Abréviations / Voir aussi
- (° 1852) = né en 1852
- († 1885) = mort en 1885
- a.s. = calendrier julien
- n.s. = calendrier grégorien
- Calendrier
- Calendrier perpétuel
- Liste de calendriers
- Naissances du jour

Le 19 août ou 19 aout est le 231e jour de l’année du calendrier grégorien, 232e lorsqu'elle est bissextile. Il en reste ensuite 134.
Le 19 août correspond généralement au 2 fructidor du calendrier républicain français, officiellement dénommé « jour du millet ».

## Événements

### XIIesiècle
- 1153 : Baudouin III de Jérusalem prend Ascalon, dernier bastion fatimide en Palestine.

### XIVesiècle
- 1315 : mariage de Louis X de France et de Clémence de Hongrie.

### XVIesiècle
- 1587 : élection de Sigismond III de Pologne, comme roi de Pologne et grand-duc de Lituanie.
- 1591 : reddition de la ville de Noyon au roi de France Henri IV[2].

### XVIIesiècle
- 1626 : exécution du comte de Chalais Henri de Talleyrand-Périgord par décapitation, qui avait été l'un des fomenteurs d'une cabale nobiliaire contre Richelieu. [réf. souhaitée]

### XXesiècle
- 1919 : indépendance de l’Afghanistan.
- 1942 : tentative de débarquement des Canadiens à Dieppe (Seconde Guerre mondiale).
- 1944 : libération de Toulouse.
- 1948 : résolution no 56, du Conseil de sécurité des Nations unies, relative à la question de la Palestine.
- 1989 : Tadeusz Mazowiecki est nommé premier ministre de Pologne.
- 1991 : début d'une tentative de putsch conservateur communiste contre M. Gorbatchev, en son absence de Moscou (U.R.S.S.). B. Eltsine contribuera à lui sauver provisoirement la mise, mais à son profit politique personnel.

### XXIesiècle
- 2005 : élection de Pierre Nkurunziza à la présidence du Burundi.
- 2017 : les forces armées libanaises et le Hezbollah lancent une offensive sur le Jouroud de Qaa et Ras Baalbeck.

- 2024 : aux Kiribati, les élections législatives conduisent à un parlement sans majorité[3].

## Arts, culture et religion
- 2000 : en Russie, la Cathédrale du Christ-Sauveur de Moscou est consacrée (photo).

## Sciences et techniques
- 1960 : lancement de Spoutnik 5, lors duquel Belka, Strelka et plusieurs dizaines d'autres animaux, deviennent les premiers à être placés en orbite spatiale, puis ramenés vivants.

## Économie et société
- 1920 : création de l'Académie royale de langue et de littérature françaises de Belgique.

## Naissances

### XVIesiècle
- 1566 : Onodera Yoshimichi, samouraï japonais († 8 janvier 1646).

### XVIIesiècle
- 1631 : John Dryden, poète, dramaturge et critique littéraire anglais († 12 mai 1700).
- 1646 : John Flamsteed, astronome britannique († 31 décembre 1719).
- 1657 : Ferdinando Galli da Bibiena, peintre italien († 4 janvier 1743).

### XVIIIesiècle
- 1711 : Edward Boscawen, militaire britannique († 10 janvier 1761).
- 1742 : Jean Dauberval, danseur et chorégraphe français († 14 février 1806).
- 1743 : Madame du Barry, favorite de Louis XV († 8 décembre 1793).
- 1753 : Louis Bastoul, militaire français († 15 janvier 1801).
- 1780 : Pierre-Jean de Béranger, chansonnier français († 16 juillet 1857).
- 1793 : Barthélemy Thimonnier, inventeur français de la machine à coudre († 5 juillet 1857).

### XIXesiècle
- 1814 : Mary Ellen Pleasant, entrepreneuse abolitionniste américaine († 11 janvier 1904).
- 1826 : Thérèse Toda y Juncosa, religieuse espagnole, fondatrice des Carmélites Thérèsiennes de saint Joseph († 30 juillet 1898).
- 1845 : Edmond de Rothschild, philanthrope et militant sioniste français († 2 novembre 1934).
- 1848 : Gustave Caillebotte, peintre français († 21 février 1894).
- 1871 : Orville Wright, aviateur américain († 30 janvier 1948).
- 1876 : Joseph-Romuald Léonard, évêque québécois († 9 février 1931).
- 1881 : Georges Enesco, compositeur roumain († 4 mai 1955).
- 1883 : Coco Chanel (Gabrielle Chasnel dite), styliste française († 10 janvier 1971).
- 1891 : Milton Humason, astronome américain († 18 juin 1972).

### XXesiècle
- 1903 : Claude Dauphin, acteur français († 16 novembre 1978).
- 1904 : 
  - Benedykt Kraskowski, polonais juste parmi les nations († 1er janvier 1944).
  - Georges-Léon Pelletier, évêque québécois († 24 septembre 1987).
- 1906 : Philo Farnsworth, électronicien américain, pionnier de la télévision († 11 mars 1971).
- 1909 :
  - Jerzy Andrzejewski, écrivain polonais († 19 avril 1983).
  - Geoffrey Walsh (en), militaire canadien, commandant en chef de l’Armée canadienne de 1961 à 1964 († 3 avril 1999).
- 1912 / en 1928 : Trevor Davies, basketteur britannique anglais († à une date inconnue de la fin du XXe siècle ou peut-être le 22 septembre 2012 à Sutton).
- 1914 : Maurice Bourgès-Maunoury, homme politique français, président du Conseil des ministres en 1957 († 10 février 1993).
- 1915 :
  - Manuel Guimarães, cinéaste portugais († 29 janvier 1975).
  - Alfred Rouleau, administrateur québécois, ancien président du Mouvement Desjardins († 19 octobre 1985).
- 1919 :
  - Malcolm Forbes, homme d’affaires américain, président-directeur-général du magazine Forbes († 24 février 1990).
  - François Soubeyran, chanteur français du quartette vocal des Frères Jacques († 21 octobre 2002).
  - Roger Stéphane, journaliste, écrivain et résistant français († 4 décembre 1994).
- 1921 : Gene Roddenberry, scénariste et producteur de télévision américain († 24 octobre 1991).
- 1923 : Edgar Frank « Ted » Codd, informaticien britannique († 18 avril 2003).
- 1924 : Willard Boyle, physicien canadien († 7 mai 2011).
- 1925 : Claude Gauvreau, poète et dramaturge québécois († 7 juillet 1971).
- 1929 : Ion N. Petrovici, neurologue roumano- allemand († 19 février 2021).
- 1930 : Frank McCourt, enseignant et écrivain américain († 19 juillet 2009).
- 1931 :
  - Aldo Eminente, nageur français († 22 août 2021).
  - Bill Shoemaker, jockey américain († 12 octobre 2003).
- 1933 : 
  - Debra Paget (Debralee Griffin dite), danseuse puis actrice américaine de théâtre à Broadway et de cinéma à Hollywood.
  - Léon Placek, comptable français, ancien enfant déporté à Bergen-Belsen[4],[5] et témoin auprès des générations suivantes.
- 1934 : Renée Richards, ophtalmologue et joueuse de tennis américaine.
- 1935 :
  - Story Musgrave, astronaute américain.
  - Bobby Richardson (Robert Clinton Richardson dit), joueur de baseball américain.
- 1937 : Aubert Pallascio, acteur québécois († 5 juillet 2020).
- 1938 : 
  - Joe Frank, animateur de radio, acteur américain d'origine française († 15 janvier 2018).
  - Valentin Mankin, skipper ukrainien, triple champion olympique († 1er juin 2014).
- 1939 : Peter Edward « Ginger » Bake, musicien anglais du groupe Cream († 6 octobre 2019).
- 1940 :
  - Enrique H. Bucher, biologiste argentin.
  - Johnny Nash, chanteur et guitariste américain († 6 octobre 2020).
  - Jill St John, actrice américaine.
- 1942 : Jean-Paul Fitoussi, économiste français († 15 avril 2022).
- 1943 : 
  - Billy J. Kramer (William Howard Ashton dit), chanteur britannique du groupe Billy J. Kramer & the Dakotas.
  - Jeanine Roze, productrice musicale française.
- 1944 : Jean-François Bizot, écrivain, journaliste, cinéaste français créateur de "Radio Nova" et découvreur de talents († 8 septembre 2007).
- 1945 : Ian Gillan, chanteur britannique.
- 1946 :
  - Charles Frank Bolden, Jr., astronaute et militaire américain, administrateur de la NASA.
  - Bill Clinton (William Jefferson Blythe III dit), juriste et homme politique américain, 42e président des États-Unis de 1993 à 2001.
  - Beat Raaflaub, chef d’orchestre suisse.
- 1947 : Michel Weyland, auteur de bandes dessinées belge.
- 1948 : Walter Crommelin, acteur néerlandais.
- 1951 :
  - John Deacon, auteur-compositeur et musicien britannique, bassiste du groupe Queen.
  - Brenda Hampton, réalisatrice américaine de séries télévisées.
  - Jean-Luc Mélenchon, homme politique français.
  - Gerry Ritz, homme politique canadien.
- 1952 :
  - Jonathan Frakes, acteur, réalisateur et producteur américain.
  - Gustavo Santaolalla, musicien et compositeur argentin.
  - Renaud Van Ruymbeke, magistrat français.
  - Gabriela Grillo, cavalière allemande, championne olympique.
- 1953 :
  - Nanni Moretti (Giovanni Moretti dit), acteur et réalisateur italien.
  - Benoît Régent, acteur français († 22 octobre 1994).
- 1954 : Aleksandr Blinov, cavalier soviétique, champion olympique († 9 février 2021).
- 1955 : Peter Gallagher, acteur américain.
- 1956 : José Rubén Zamora Marroquín, journaliste guatémaltèque.
- 1957 : David Palmer, joueur de baseball américain.
- 1958 :
  - Anthony Muñoz, joueur de football américain.
  - Darryl Sutter, joueur de hockey sur glace professionnel canadien.
- 1960 : Morten Andersen, joueur de football américain danois.
- 1962 :
  - Patrick Dell'Isola, acteur français († 22 octobre 2022).
  - Valérie Kaprisky, actrice française.
  - Michael James Massimino, astronaute américain.
- 1963 :
  - Patrick Pelloux, médecin urgentiste, chroniqueur et consultant de presse, militant syndicaliste français.
  - John Stamos, acteur et producteur américain.
  - Joey Tempest, chanteur suédois du groupe Europe.
- 1965 :
  - Grigorios Aggelidis, entrepreneur et homme politique allemand.
  - Maria de Medeiros, actrice et réalisatrice portugaise.
  - Kevin Dillon, acteur américain.
  - Kyra Sedgwick, actrice et productrice américaine.
  - Tin-Tin, tatoueur français.
  - James Tomkins, rameur d'aviron australien, triple champion olympique.
- 1966 :
  - Frédéric Darras, footballeur français († 27 octobre 2010).
  - Luce Dufault, chanteuse canadienne.
  - Lee Ann Womack, chanteuse et auteure-compositrice américaine.
- 1967 : 
  - PodZ (Daniel Grou dit), réalisateur et scénariste québécois.
  - Níkos Kaklamanákis, navigateur grec, champion olympique.
- 1969 :
  - Nate Dogg (Nathaniel Dwayne Hale dit), rappeur américain († 15 mars 2011).
  - Matthew Perry, acteur américain.
- 1970 :
  - Ludovic Bource, arrangeur et compositeur français.
  - Fat Joe (Joseph Antonio Cartagena dit), rappeur américain.
- 1971 : Mary Joe Fernández, joueuse de tennis américaine originaire de la République dominicaine.
- 1972 : 
  - Alexandra Alévêque, journaliste française (de télévision et voyages).
  - Fabien Cool, footballeur français.
- 1973 :
  - Daniel Bravo dit aussi Danielito, musicien franco-chilien du groupe Tryo.
  - Lilian García, annonceuse de ring américaine.
  - Marco Materazzi, footballeur italien.
- 1974 : Sergueï Ryjikov, cosmonaute russe.
- 1975 : 
  - Francisco Fernández Torrejón, footballeur chilien.
  - Tracie Thoms, actrice et chanteuse américaine.
- 1977 : Callum Blue (Daniel James Callum Blue dit), acteur britannique.
- 1978 :
  - Walter Baseggio, footballeur belge.
  - Sébastien Tortelli, pilote de moto-cross français.
- 1979 : Ivan Heshko (Іван Тарасович Гешко), athlète de demi-fond ukrainien.
- 1980 :
  - Houcine (Houcine Camara dit), chanteur français.
  - Morsay (Mohamed Mehadji dit), rappeur et réalisateur franco-algérien.
  - Maleye N’Doye, basketteur sénégalais.
- 1981 : 
  - Jérémy Castex, joueur de rugby français.
  - Rumeen Farhana, femme politique bangladaise.
- 1982 :
  - Erika Christensen, actrice américaine.
  - Amara Diané, footballeur ivoirien.
  - Melissa Fumero, actrice américaine.
  - Steve Ott, joueur de hockey sur glace canadien.
- 1983 : Reeva Steenkamp, mannequin sud-africain († 14 février 2013).
- 1984 : Alessandro Matri, footballeur italien.
- 1985 : Lindsey Jacobellis, snowboardeuse américaine.
- 1986 :
  - Christina Perri, auteur-compositrice et interprète américaine.
  - Tian Qing (田卿), joueuse de badminton chinoise.
  - John Williamson, basketteur américain.
- 1987 : Nico Hülkenberg, pilote automobile allemand.
- 1988 :
  - Kévin Monnet-Paquet, footballeur français.
  - Veronica Roth, écrivaine américaine
- 1989 : Maciej Rybus, footballeur polonais.
- 1990 :
  - Vincent Pajot, footballeur français.
  - Florentin Pogba, footballeur guinéen.
- 1992 : Estelle Mossely, boxeuse française.
- 1994 :
  - Fernando Gaviria, cycliste sur piste et cycliste sur route colombien.
  - Edmilson Junior, footballeur brésilien.
  - Nafissatou Thiam, athlète belge.
- 1996 : Jung Ye Rin, chanteuse sud-coréenne du groupe GFriend.
- 1998 : Umji (Kim Ye Won dite), autre chanteuse des mêmes nationalité et groupe.
- 2000 : Keegan Murray, basketteur américain.

### XXIesiècle
- 2001 : Shurandy Sambo, footballeur néerlandais.
- 2002 : 
  - Berto Rosas, footballeur andorran.
  - Brighton Sharbino, actrice américaine.
  - Adrian Zeljković, footballeur slovène.
- 2003 : Kacper Trelowski, footballeur polonais.
- 2005 : Carla Lazzari, chanteuse française et participante à l'Eurovision junior de 2019.
- 2006 : Troy Nyhammer, footballeur norvégien.

## Décès

### Iersiècle
- 14 : Auguste, premier empereur romain de 27 av. J.-C. jusqu'à sa mort (° 23 septembre 63 av. J.-C.).

### Vesiècle
- 440 : Sixte III, 44e pape, de 432 à 440 (° v. 390).

### XIIesiècle
- 1139 : Godefroi Ier, comte de Namur (° 1068).

### XIIIesiècle
- 1245 : Raimond Bérenger IV, comte de Provence et de Forcalquier (° v. 1198).

### XIVesiècle
- 1391 : Jeanne de Brigue, femme française brûlée vive à Paris pour sorcellerie (° inconnue).

### XVIesiècle
- 1506 : Alexandre Ier Jagellon, roi de Pologne, de 1501 à 1506, et grand-duc de Lituanie, de 1492 à 1506 (° 5 août 1461).
- 1580 : Andrea Palladio, architecte italien (° 30 novembre 1508).

### XVIIesiècle
- 1626 : Henri de Talleyrand-Périgord, aristocrate français, comte de Chalais (° 1599).
- 1662 : Blaise Pascal, mathématicien et philosophe français (° 19 juin 1623).
- 1680 : Jean Eudes, prêtre français, fondateur de la congrégation des Eudistes (° 14 novembre 1601).

### XVIIIesiècle
- 1753 : Johann Balthasar Neumann, architecte allemand (° 27 janvier 1687).

### XIXesiècle
- 1804 : Louis-René-Madeleine de Latouche-Tréville, militaire français (° 3 juin 1745).
- 1819 : James Watt, physicien britannique (° 19 janvier 1736).
- 1822 : Jean-Baptiste Joseph Delambre, astronome et mathématicien français (° 19 septembre 1749).
- 1875 : Hermann Wilhelm Ebel, philologue allemand (° 10 mai 1820).
- 1886 : 
  - François Grivet, ingénieur et architecte français (° 25 décembre 1825).
  - Gustave Meurant, architecte français (° 30 novembre 1819).
  - Edmond Régnier, rentier et homme d'affaires français (° 11 février 1822).
- 1887 : Spencer Fullerton Baird, ornithologue et ichtyologiste américain (° 3 février 1823).

### XXesiècle
- 1905 : William Bouguereau, peintre français (° 30 novembre 1825).
- 1909 : Ludwig Gumplowicz, historien et juriste polonais (° 9 mars 1838).
- 1911 : Alexandre Artus, chef d’orchestre et compositeur français (° 27 novembre 1821).
- 1914 : Albert Guille, ténor d'opéra français (° 31 janvier 1854).
- 1915 : Serafino Vannutelli, prélat italien (° 26 novembre 1834).
- 1924 : Ferdinand Cheval dit « le facteur Cheval », artiste naïf français (° 19 avril 1836).
- 1929 : Serge de Diaghilev (Серге́й Па́влович Дя́гилев), imprésario de ballet russe (° 19 mars 1872).
- 1936 : Federico García Lorca, poète et dramaturge espagnol (° 5 juin 1898).
- 1937 : Ivan Strod, officier russe (° 10 avril 1894).
- 1942 : Irène Némirovsky, écrivaine russe d'expression française (° 11 février 1903).
- 1944 : 
  - Yves Barbier, ingénieur et résistant français (° 1er décembre 1893).
  - Yahi Saïd, ouvrier et résistant algérien (° 1902)
- 1946 : Jules-Albert de Dion, pionnier de l’industrie automobile en France et homme politique français (° 10 mars 1856).
- 1950 : Black Elk (Heȟáka Sápa), en français Wapiti noir ou Élan noir, docteur et homme sacré de la tribu des indiens Sioux Lakotas (° 1er décembre 1863).
- 1954 : Alcide De Gasperi, homme politique italien, président du Conseil des ministres de 1945 à 1953, l'un des Pères fondateurs de l'Union européenne (° 3 avril 1881).
- 1967 :
  - Isaac Deutscher, journaliste, écrivain et historien polonais (° 3 avril 1907).
  - Hugo Gernsback, écrivain américain (° 16 août 1884).
- 1968 : George Gamow, physicien américain (° 4 mars 1904).
- 1972 : Serge Deyglun, auteur-compositeur-interprète, acteur et animateur de radio et de télévision québécois (° 18 décembre 1929).
- 1975 :
  - Mark Donohue, pilote automobile américain (° 18 mars 1937).
  - Frank Shields, joueur de tennis américain (° 18 novembre 1909).
- 1977 : Groucho Marx (Julius Henry Marx dit), comédien américain de fratrie (° 2 octobre 1890).
- 1978 : Jean Eschbach, résistant alsacien et chef FFI (°29 mars 1895).
- 1979 : Dorsey Burnette, chanteur américain (° 28 décembre 1932).
- 1985 : Henri Flammarion, éditeur français (° 1er avril 1910).
- 1992 : George McIlraith, homme politique canadien (° 29 juillet 1908).
- 1993 : Donald William Kerst, physicien américain († 1er novembre 1911).
- 1994 :
  - Antoine Khoraiche, prélat libanais, patriarche de l’Église maronite de 1975 à 1986 (° 20 septembre 1907).
  - Linus Pauling, chimiste américain, prix Nobel de chimie 1954 et prix Nobel de la paix 1962 (° 28 février 1901).
- 1995 : Pierre Schaeffer, compositeur français (° 14 août 1910).
- 1998 : Max Holste, constructeur aéronautique français (° 13 septembre 1913).

### XXIesiècle
- 2001 :
  - Betty Everett, chanteuse américaine (° 23 novembre 1939).
  - Xavier Orville, écrivain français (° 3 janvier 1932).
  - Henri-François Van Aal, journaliste et homme politique belge (° 4 janvier 1933).
  - Willy Vannitsen, cycliste sur route belge (° 8 février 1935).
- 2002 :
  - Eduardo Chillida, sculpteur espagnol (° 10 janvier 1924).
  - Sabri al Banna, terroriste palestinien (° mai 1937).
- 2003 :
  - Sérgio Vieira de Mello, diplomate brésilien (° 15 mars 1948).
  - Carlos Roberto Reina, homme politique hondurien, président du Honduras de 1994 à 1998 (° 13 mars 1926).
- 2004 : Pascal Arrighi, résistant et homme politique français (° 16 juin 1921).
- 2005 :
  - Michael Collins (Dennis Lynds dit), auteur américain de romans policiers (° 15 janvier 1924).
  - Mo Mowlam, femme politique britannique (° 18 septembre 1949).
  - Oscar Muller, footballeur français (° 28 juillet 1957).
- 2006 : Jacqueline Beytout, femme d'affaires française (° 20 février 1918).
- 2007 :
  - Daniel Maes, footballeur belge (° 7 juillet 1966).
  - Francis Ryck, écrivain français (° 4 mars 1920).
- 2008 :
  - Mohamed Baniyahya, journaliste et homme politique marocain (° inconnue).
  - LeRoi Moore, musicien américain, saxophoniste du Dave Matthews Band (° 7 septembre 1961).
  - Levy Mwanawasa, homme politique zambien, président de la Zambie de 2002 à 2008 (° 3 septembre 1948).
- 2009 : Don Hewitt, cinéaste américain (° 14 décembre 1922).
- 2010 : Joe Matthews, homme politique sud-africain (° 17 juin 1929).
- 2011 :
  - Gil Courtemanche, journaliste et écrivain québécois (° 18 août 1943).
  - Janusz Kierzkowski, cycliste sur piste polonais (° 26 février 1947).
  - René La Borderie, professeur et pédagogue français (° 10 avril 1935).
  - Raoul Ruiz, cinéaste chilien (° 25 juillet 1941).
  - Jimmy Sangster, réalisateur, scénariste et producteur de cinéma britannique (° 2 décembre 1927).
  - Paul Yonnet, sociologue et essayiste français (° 1948).
- 2012 :
  - Catherine Lépront, romancière et nouvelliste française (° juin 1951).
  - Maïté Nahyr, comédienne belge (° 25 octobre 1947).
  - Tony Scott, réalisateur britannique (° 21 juillet 1944)
- 2013 :
  - Henri Debs, chanteur français (° 24 novembre 1932).
  - Lee Thompson Young, acteur, réalisateur et scénariste américain (° 1er février 1984).
- 2020 : Borys Paton (Борис Євгенович Патон), scientifique et ingénieur ukrainien (° 27 novembre 1918).
- 2021 : 
  - Raoul Cauvin, scénariste de bande dessinée belge (° 26 septembre 1938).
  - Sonny Chiba (Shin'ichi Chiba (千葉 真一) dit), acteur japonais (° 23 janvier 1939).
  - Chuck Close, peintre et photographe américain (° 5 juillet 1940).
  - Guy de Rougemont, peintre et sculpteur français (° 23 avril 1935).
- 2023 :
  - Gloria Coates, compositrice américaine (° 10 octobre 1933).
  - Roberto Colaninno, industriel italien (° 16 août 1943).
  - Rodney Elton, homme politique britannique (° 2 mars 1930).
  - Gianni Ferlenghi, coureur cycliste italien (° 11 février 1931).
  - Wolfram Heicking, compositeur, musicologue et professeur allemand (° 19 mars 1927).
  - Howard Hubbard, prélat de l'Église catholique américain (° 31 octobre 1938).
  - Igor Iassoulovitch, acteur soviétique puis russe (° 24 septembre 1941).
  - Ron Cephas Jones, acteur américain (° 8 janvier 1957).
  - Tadaaki Kuwayama, peintre japonais (° 1932).
  - Carlo Mazzone, footballeur puis entraîneur italien (° 19 mars 1937).
  - Jean-Claude Nallet, athlète de sprint et de haies français (° 15 mars 1947).
  - François Roddier, physicien et astronome français (° 23 septembre 1936).
  - John Warnock, informaticien américain (° 6 octobre 1940).
  - Nizō Yamamoto, artiste du cinéma d'animation japonais (° 27 juin 1953).
  - Tonino Zorzi, basketteur puis entraîneur italien (° 10 juin 1935).
- 2024 :
  - Maria Branyas Morera, supercentenaire américano-espagnole (° 4 mars 1907).
  - Michel Guérard, chef cuisinier français (° 27 mars 1933).
  - Rudi Jacques, organiste, claveciniste et facteur d'orgues belge (° 28 avril 1965).
  - Mike Lynch, entrepreneur technologique britannique (° 16 juin 1965).
  - Guy de Muyser, homme politique et diplomate luxembourgeois (° 20 juin 1926).
  - Toussaint Natama, footballeur burkinabè (° 31 octobre 1982).
  - Richard Pettibone, peintre américain (° 5 janvier 1938).
  - Somaya Ramadan, traductrice, femme de lettres et universitaire égyptienne (° 1951).
- 2025 : Razak Omotoyossi, footballeur béninois (° 8 octobre 1985).

## Célébrations

### Internationale
- Nations unies : journée mondiale de l’aide humanitaire décidée le 11 décembre 2008 par l’Assemblée générale des Nations unies dans une résolution 63 / 139[6].
- La journée mondiale de la photographie.

### Nationales
- Afghanistan : fête de l’indépendance commémorant le traité de Rawalpindi de 1919.
- États-Unis : fête nationale de l’aviation[7].
- Province de Malaga (voire Andalousie ou Espagne, Union européenne à zone euro) : anniversaire de la fin officielle de la Reconquista par l'arrivée du couple royal catholique d'Espagne dans Malaga vers 1492[8].
- Patagonie (Argentine, Chili) : fête nationale du royaume d'Araucanie et de Patagonie.

### Saints des Églises chrétiennes

#### Saints catholiques et orthodoxes du jour
La liste de saints ci-après est référencée sur le site Nominis de la Conférence des évêques de France :
- André le Stratilate (IVe siècle), martyr au mont Taurus avec 2 593 compagnons.
- Bertulphe de Luxeuil († v. 640), Abbé de Bobbio.
- Calmin (VIe siècle ou VIIe siècle), fondateur mythique des abbayes de Mozac (Puy-de-Dôme), Laguenne près de Tulle (Corrèze) et du Monastier-Saint-Chaffre (Haute-Loire en France).
- Donat († 535), Ermite près de Sisteron.
- Élaphe de Châlons († 584), évêque.
- Flavien et Mandrien de Toulon (VIe siècle), deux soldats ostrogoth ou wisigoth peut-être de la garde saxonne du roi arien Alaric II, disciples de l’évêque de Toulon Cyprien, martyrs.
- Guénin de Vannes (VIIe siècle) évêque.
- Magin († v. 304), Martyr à Tarragone en Espagne.
- Magne d'Anagni († v. 257), Évêque de Trani et d'Anagni - martyr.
- Magne d'Avignon († 660), Évêque.
- Namadie († v. 700), Moniale.
- Rustique (VIe siècle), Évêque de Cahors.
- Sebald de Nuremberg (VIIIe siècle), Ermite.
- Sixte III († 440), Pape (44e) de 432 à 440.
- Théophane de Naoussa (VIe siècle), moine.
- Timothée de Gaza († v. 305), Martyr à Gaza.

#### Saint ou bienheureux catholique du jour
- Agathe Hernandez Amoros († 1936), carmélite, bienheureuse martyre de la guerre civile espagnole.
- Ange († 1313), Moine camaldule, puis ermite en Italie.
- Barthélemy de Siméros († 1130), Ermite, abbé.
- Elvire Torrentallé Paraire (Elvire de la Nativité de Notre-Dame) († 1936), carmélite, bienheureuse martyre de la guerre civile espagnole.
- Ézéchiel Moreno y Díaz, († 1906), augustin récollet espagnol, missionnaire aux Philippines et en Colombie, et évêque de Pasto.
- François Ibañez Ibañez († 1936), prêtre, bienheureux martyr de la guerre civile espagnole.
- Françoise de Amezua Ibaibarriaga († 1936), carmélite, bienheureuse martyre de la guerre civile espagnole.
- Guerric d'Igny († 1157), Bienheureux, Abbé cistercien à Igny.
- Hugues Green († 1642), Prêtre et martyr en Angleterre.
- Jean Eudes († 1680), prêtre français, acteur majeur de l’École française de spiritualité, fondateur des eudistes et d’un séminaire à Caen (Normandie en France).
- Jourdain de Pise († v. 1311), Bienheureux Frère Prêcheur.
- Léon II († 1295), Abbé en Campanie.
- Louis d'Anjou († 1297), évêque de Toulouse - premier évêque de Pamiers.
- Louis Florès († 1622) Bienheureux, Prêtre martyr à Nagasaki.
- Marie Crespo Lopez († 1936), carmélite, bienheureuse martyre de la guerre civile espagnole.
- Marie Giner Lister († 1936), carmélite, bienheureuse martyre de la guerre civile espagnole.
- Marie Vidal Cervera († 1936), carmélite, bienheureuse martyre de la guerre civile espagnole.
- Pierre de Zuñiga († 1622) Bienheureux, Prêtre martyr à Nagasaki.
- Rose Pedret Rull († 1936), carmélite, bienheureuse martyre de la guerre civile espagnole.
- Thérèse Chambo Palès († 1936), carmélite, bienheureuse martyre de la guerre civile espagnole.
- Thomas Sitjar Fortia († 1936), jésuite, bienheureux martyr de la guerre civile espagnole.

#### Saint orthodoxe
- Pitirim de Perm († 1456), évêque

### Fête du prénom
Selon le Dictionnaire des prénoms de Chantal Tanet et Tristan Hordé, la fête du prénom Eudes est célébrée le 19 août.

## Traditions et superstitions

### Astrologie
- Signe du zodiaque : vingt-huitième jour du signe astrologique du lion.

## Toponymie
- Plusieurs voies, places, sites ou édifices de pays ou provinces francophones contiennent la date du jour dans leur nom sous diverses graphies éventuelles : voir Dix-Neuf-Août.